# Edward Russel, 1. hrabě z Orfordu
Edward Russell, 1. hrabě z Orfordu (Edward Russell, 1st Earl of Orford, 1st Viscount Barfleur, 1st Baron Russell of Shinghay) (1653, Londýn – 26. listopadu 1727, Londýn) byl anglický a britský admirál a státník ze starobylého rodu Russellů. Po slavné revoluci se prosadil jako úspěšný námořní vojevůdce a celkem třikrát zastával funkci ministra námořnictva (první lord admirality). Mimoto patřil k vlivným politikům strany whigů a v roce 1697 získal titul hraběte z Orfordu.

## Mládí a kariéra v námořnictvu
Pocházel ze starobylé šlechtické rodiny Russellů, byl vnukem 1. vévody z Bedfordu. Po předčasné smrti svého otce Edwarda Russella (†1665) vstoupil do námořnictva (1666), již v roce 1672 dosáhl hodnosti kapitána, zúčastnil se anglicko-holandské války, později ve Středomoří bojoval proti pirátům. Mimo jiné byl komořím vévody z Yorku, pozdějšího Jakuba II. Po popravě svého strýce lorda Williama Russella (1639–1683) obviněného z protikrálovského spiknutí musel s dalšími členy rodiny opustit státní služby. V roce 1688 byl jedním ze signatářů dopisu, který vyzýval Viléma Oranžského, aby se ujal vlády v Anglii. Díky podpoře slavné revoluce vytěžil Edward Russell i další členové jeho rodu vysoké postavení a vliv. V roce 1689 byl povýšen na kontradmirála, stal se členem Tajné rady a v letech 1689–1699 byl prezidentem úřadu námořního pokladu (Navy Treasurer). V letech 1689-1697 byl též členem Dolní sněmovny za stranu whigů, byl mimo jiné poslancem za přístav Portsmouth, což byl tradiční volební obvod pro námořní důstojníky.
V roce 1690 byl vrchním velitelem loďstva v kanálu La Manche proti Francii, ale svou malou aktivitou dočasně ztratil přízeň Viléma III. Proslavil se znovu v bitvě u La Hogue (1692), která ukončila sérii anglických neúspěchů a zabránila plánované francouzské invazi na britské ostrovy (Devítiletá válka). Psychologický dopad bitvy u La Hogue byl o to silnější, že porážce francouzského loďstva byl osobně přítomen Ludvík XIV. a bývalý anglický král Jakub II. V roce 1693 byl Russell jmenován velkoadmirálem, poté byl vrchním velitelem ve Středomoří (1694–1695) a v kanálu La Manche (1695–1696). V letech 1694–1699 byl prvním lordem admirality. V případě nepřítomnosti Viléma III. v Anglii byl také dvakrát členem sboru lordů místodržících (1697, 1698). V roce 1699 čelil obvinění ze zpronevěry ve svých úřadech, načež rezignoval na funkce prvního lorda admirality a prezidenta úřadu námořního pokladu a dočasně opustil veřejné dění.

## Politik, dvořan a člen Sněmovny lordů
Kromě nejvyšších postů v námořnictvu zastával i hodnosti u dvora a v letech 1694-1702 byl pokladníkem v úřadu nejvyššího komořího. R. 1697 povýšen na hraběte z Orfordu a povolán do Sněmovny lordů. Po ukončení aktivní služby v námořnictvu se věnoval politice, a i když po nástupu královny Anny ztratil některé úřady, patřil k předním činitelům strany whigů a byl mistrem zákulisních politických jednání, mimo jiné byl mentorem pozdějšího premiéra Roberta Walpola. V roce 1706 byl účastníkem jednání o unii mezi Anglií a Skotskem. V letech 1709–1710 byl znovu prvním lordem admirality, zároveň mu bylo obnoveno členství v Tajné radě. Potřetí byl prvním lordem admirality v letech 1714–1717 po nástupu Jiřího I. Od roku 1714 byl zároveň lordem–místodržitele v hrabství Cambridgeshire.
V roce 1691 se oženil se svou sestřenicí Margaret Russell (1656–1702), dcerou 1. vévody z Bedfordu. Jejich manželství zůstalo bez potomstva a hraběcí titul z Orfordu zanikl Edwardovým úmrtím v roce 1727. Dědicem hraběcího titulu se měl stát synovec Edward Cheeke, který však zemřel ještě předtím. Později si titul hraběte z Orfordu vyžádal premiér Robert Walpole po ukončení aktivní politické kariéry (1742). Sídlem 1. hraběte z Orfordu byl zámek Chippenham Park v hrabství Cambridgeshire, který patřil Russellům od počátku 17. století a po roce 1689 byl přestavěn. Počátkem 18. století si pak ještě nechal postavit zámek Orford House v hrabství Essex.